# ليز تومسن
ليز تومسن (بالدنماركية: Lise Thomsen)‏ هي ممثلة دانمركية، ولدت في 26 ديسمبر 1914 بفلوريدا في الولايات المتحدة، وتوفيت في 26 نوفمبر 2003 بالدنمارك.

## وصلات خارجية
- ليز تومسن على موقع IMDb (الإنجليزية)
- ليز تومسن على موقع قاعدة بيانات الأفلام السويدية (السويدية)
- ليز تومسن على موقع قاعدة بيانات الفيلم (الإنجليزية)
- ليز تومسن على موقع كينوبويسك (الروسية)